# Castel Wintergrün
Castel Wintergrün (Schloss Wintergrün in tedesco) si trova nel comune austriaco di Ramingstein nel Distretto di Tamsweg appartenente al Land Salisburghese e la sua costruzione risale al XII secolo.

## Storia

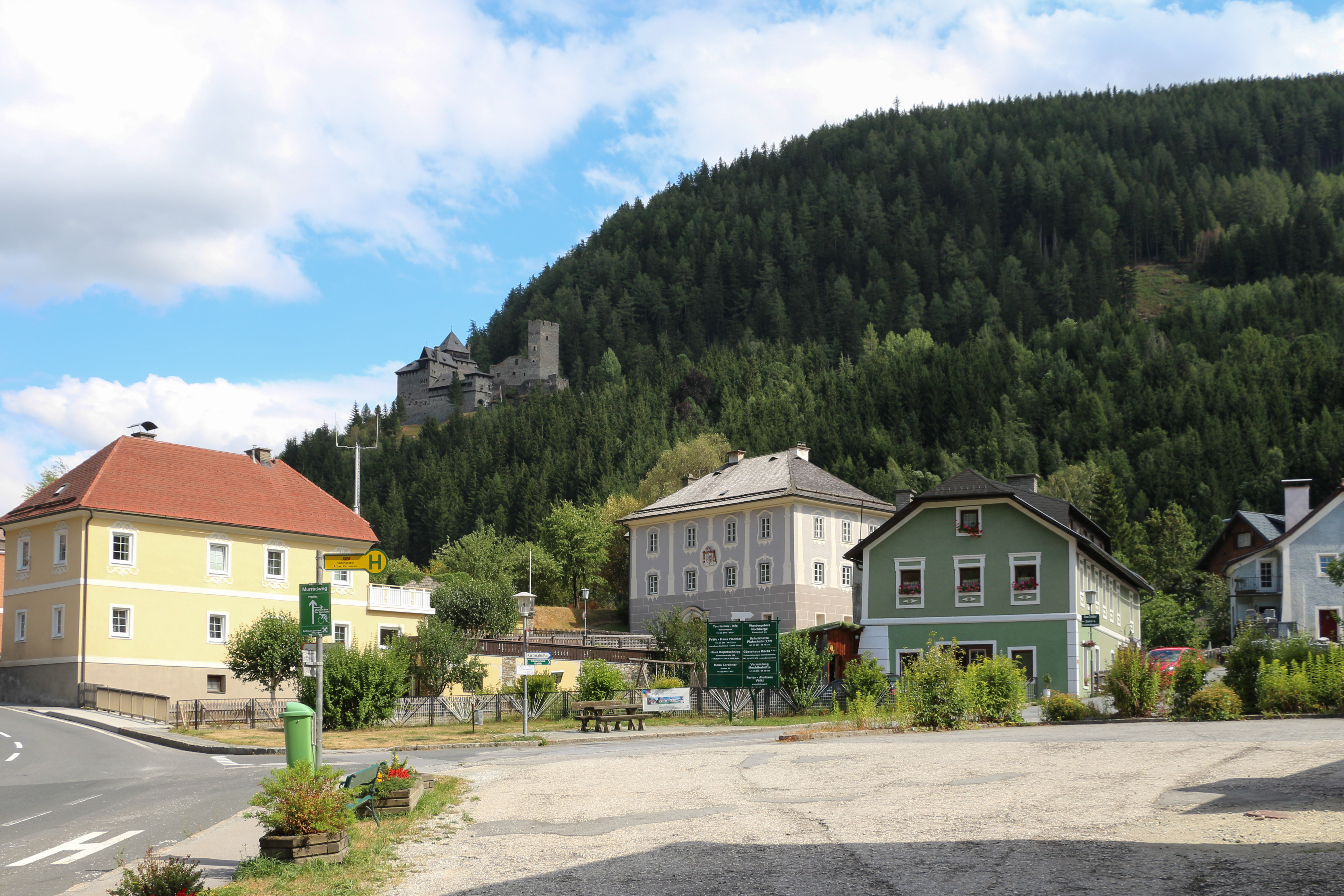
Il castello nell'abitato di Ramingstein

La prima citazione su documenti relativa al castello risale al 1188 e viene descritto come uno dei due manieri che Otto von Machland consegnò, con i suoi possedimenti nel Lungau, al capitolo del duomo dei Santi Ruperto e Virgilio a Salisburgo. In quel momento storico i due castelli costituivano la principale linea di difesa contro la Stiria sul fiume Mura. Quando a Ramingstein iniziò l'attività mineraria di estrazione dell'argento e l'arcivescovo Sigmund von Volkersdorf dichiarò nel 1459 il territorio area mineraria libera il castello apparteneva alla famiglia Mooshamer che vi risiedeva. Vennero registrati in seguito diversi passaggi di proprietà sino a quando nel 1667 lo acquisì l'ente minerario di Ramingstein e quasi un secolo più tardi l'edificio fu completamente ristrutturato perdendo così l'aspetto di fortezza difensiva. L'attività mineraria nel periodo successivo giunse a conclusione e nel 1825 la proprietà risultò intestata al principe Schwarzenberg. Nel 1841 il castello fu gravemente colpito dal un incendio boschivo che ne danneggiò le strutture e nel 1892 fu necessario demolire l'ala sud del castello e durante l'intervento venne demolita anche la torre dove stava della cappella. All'inizio degli anni settanta del XX secolo l'edificio è stato nuovamente restaurato e ristrutturato e viene utilizzato come sede amministrativa delle foreste di Schwarzenberg con una parte destinata all'alloggio dei dipendenti.

## Descrizione
Il castello si trova nel centro abitato del comune austriaco di Ramingstein nel Distretto di Tamsweg appartenente al Land Salisburghese a sud del fiume Mura. L'edificio è a tre piani con tetto a spioventi. Il piano terra è bugnato e il portale di accesso è racchiuso in una cornice curvinea. Viene utilizzato come sede dell'Amministrazione forestale di Schwarzenberg (Schwarzenberg'sche Forstverwaltung Ramingstein).

### Bene architettonico tutelato
Castel Wintergrün in Austria è un bene sottoposto a tutela artistica col numero 24389.